# Абай (Шуский район)
Абай (каз. Абай) — село в Шуском районе Жамбылской области Казахстана. Административный центр и единственный населённый пункт Ондирисского сельского округа. Находится примерно в 13 км к северо-западу от города Шу. Код КАТО — 316649100.

## Население
В 1999 году население села составляло 1668 человек (840 мужчин и 828 женщин). По данным переписи 2009 года, в селе проживало 1518 человек (704 мужчины и 814 женщин).